# Megaselia curtineura
Megaselia curtineura är en tvåvingeart som först beskrevs av Charles Thomas Brues 1909.  Megaselia curtineura ingår i släktet Megaselia och familjen puckelflugor. Arten är reproducerande i Sverige. Inga underarter finns listade i Catalogue of Life.